# Castèlmauron (Alta Garona)
Castèlmauron (oficialment Castelmaurou) és un municipi occità del Llenguadoc, situat al departament de l'Alta Garona, a la regió Occitània.